# 比亚里茨水族馆
比亚里茨水族馆（法語：Aquarium de Biarritz），又名海洋博物馆（法語：Musée de la Mer），是法国比亚里茨的一座水族馆。这座装饰风艺术风格的建筑，于1933年开业。 1992年进行了第一次翻修，增加了一批重要的海洋动物。2009年至2011年期间增加了一个扩建项目，使参观面积增加了一倍，并增加了更多的水族箱，但牺牲了鸟类的生存空间。
水族馆共有4层：
- 来自比斯开湾的各种海洋生物水族箱
- 关于捕鱼、鲸下目、和捕鲸历史的信息，以及临时展览
- 海龟水族箱和海豹水族箱的水下部分
- 海豹水族箱的露台和室外部分，以及延伸部分，包括北大西洋水族箱、加勒比海展览、印度-太平洋展览（包括鲨鱼水族箱）和礼品店

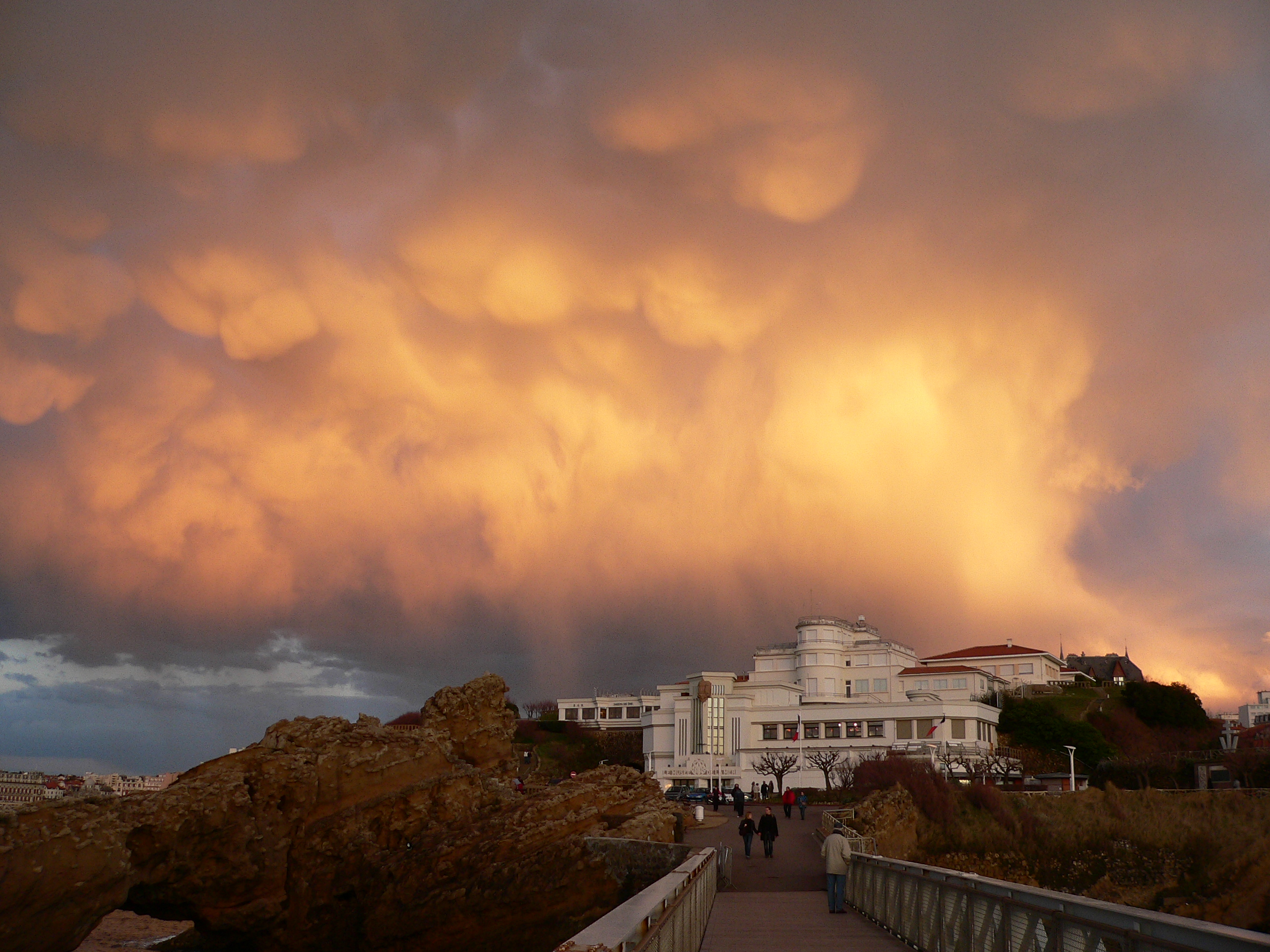
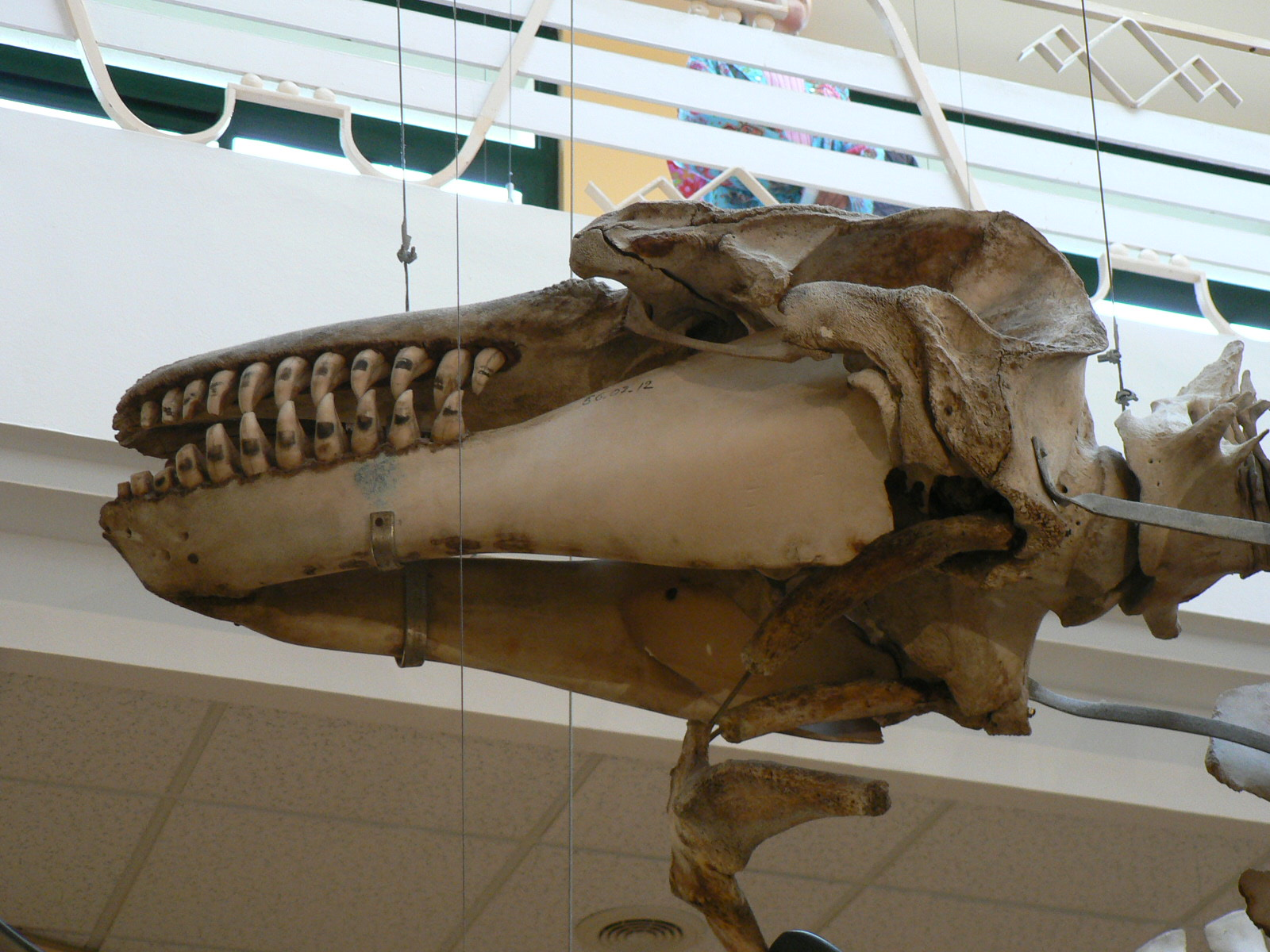
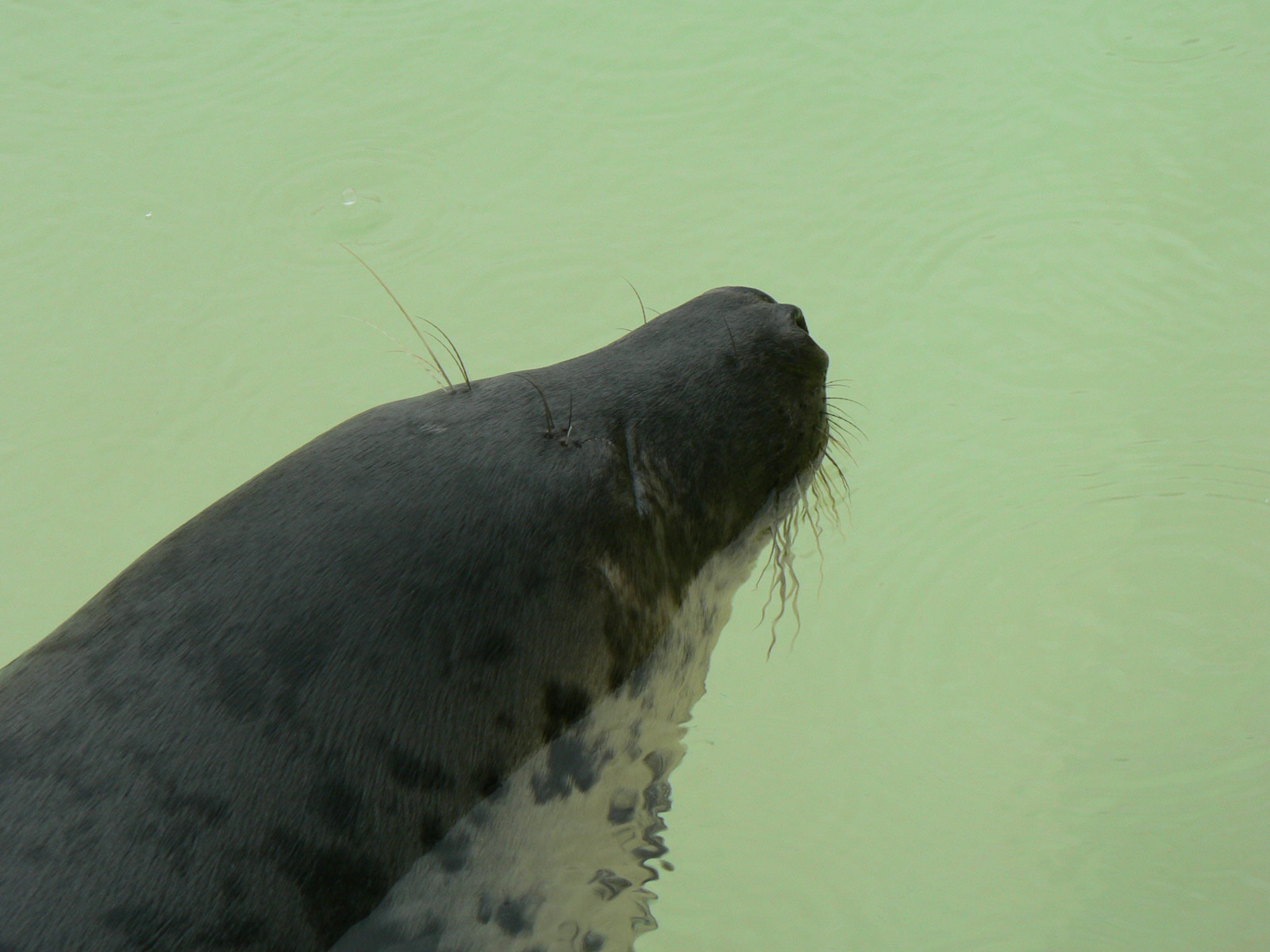
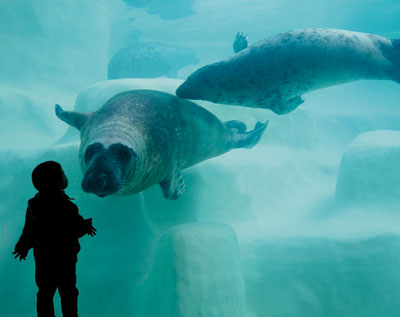
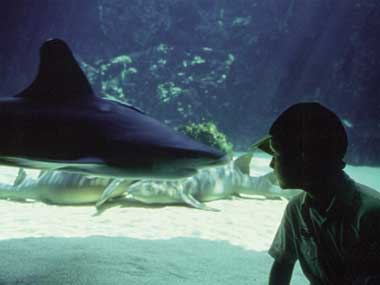
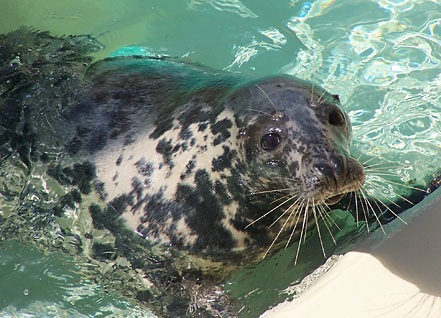
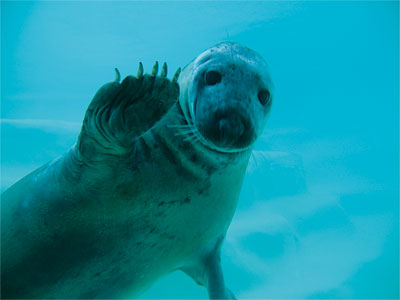